# Ionella agassizi
Ionella agassizi är en kräftdjursart som beskrevs av Bonnier 1900. Ionella agassizi ingår i släktet Ionella och familjen Bopyridae. Inga underarter finns listade i Catalogue of Life.